# Jane Got a Gun
Jane Got a Gun ist ein US-amerikanischer Western von Gavin O’Connor aus dem Jahr 2015.

## Handlung
Jane Hammond wohnt mit ihrem Mann Bill und ihrer gemeinsamen Tochter Kate auf einer abgelegenen Farm in New Mexico. Eines Tages erreicht Bill schwerverletzt auf seinem Pferd die Farm, mit mehreren Kugeln im Rücken. Nachdem Jane ihn notdürftig verarztet hat, warnt Bill sie, dass die Bishop-Bande sie aufgespürt habe und sie fliehen solle. Jane bringt daraufhin ihre Tochter auf einer benachbarten Farm unter und reitet zur Farm von Dan Frost, um ihn um Unterstützung gegen die Bishop-Bande zu bitten. Dieser verjagt sie jedoch von seinem Grundstück. Sie reitet in die Stadt, um sich Munition und Sprengstoff zu besorgen. Als sie ihre Einkäufe aufs Pferd packen will, wird sie von einem Mitglied der Bande gepackt und in einen Hinterhof gezerrt. Gewaltsam will er den Aufenthaltsort von Bill erfahren, doch plötzlich taucht Dan auf und lenkt ihn ab, worauf Jane den Banditen mit ihrem Revolver erschießt.
Jane und Dan verlassen die Stadt zur Hammond-Farm, wo Bill im Bett mit dem Tode ringt. Es wird offensichtlich, dass Jane und Dan eine gemeinsame Vergangenheit verbindet, und während sie sich auf die Ankunft der Bishop-Bande vorbereiten, erfährt man in mehreren Rückblenden die Vorgeschichte:
Vor etwa zehn Jahren waren Jane und Dan ein Paar und wollten heiraten. Doch Dan wollte zuvor in den Bürgerkrieg ziehen und schon nach wenigen Monaten zurückkehren. Als er jedoch nach drei Jahren immer noch nicht zurück war, ging Jane von seinem Tod aus und wollte ihre Heimat Missouri verlassen. Zwei Monate nach Dans Abreise hatte sie erfahren, dass sie ein Kind von ihm erwartete, und nun wollte sie nach dem vermeintlichen Tod ihres Verlobten mit ihrer inzwischen zweijährigen Tochter Mary mit einem Wagenzug gen Westen ziehen. Der dubiose Geschäftsmann John Bishop hatte den Wagenzug organisiert, um in New Mexico eine Stadt aufzubauen, die unter seiner Kontrolle stehen sollte. Mit Jane hatte er jedoch andere Pläne; sie sollte in seinem dort geplanten Bordell für Umsatz sorgen. Bill Hammond, damals einer von Bishops Vertrauten, hatte sich in Jane verliebt, konnte jedoch nicht verhindern, dass sie am Ende ihrer Reise von Bishops Männern in das Bordell verschleppt wurde. Die kleine Mary hingegen wurde von Bishops jüngerem Bruder Vic scheinbar ertränkt. Als Bill dies erfuhr, drang er in das Bordell ein, erschoss vier von Bishops Männern und floh mit Jane aus dem Einflussbereich Bishops.
Dan kehrte viel später als geplant, nach Jahren in Kriegsgefangenschaft, aus dem Bürgerkrieg zurück. Als er erfuhr, dass Jane Missouri verlassen hatte, verfolgte er ihre Spur jahrelang bis nach New Mexico, wo er sie schließlich wiederfand, inzwischen mit Bill verheiratet und mit einer gemeinsamen Tochter. Angesichts dieser Enttäuschung zog er sich zurück und betrieb in der Nähe eine kleine Farm.
Beide, Jane und Dan, sind offensichtlich bestürzt, die Geschichte voller Missverständnisse, die Vorwürfe und das Leid des jeweils anderen zu erfahren. Dan, der Bill gegenüber immer sehr ablehnend eingestellt war, da er ein ehemaliger Verbrecher ist und ihm seine große Liebe weggenommen hat, scheint seine Meinung zu ändern. Zusammen mit Jane rüstet er die Farm gegen den bevorstehenden Angriff der Bishop-Bande, die den Tod ihrer Kumpane rächen und Jane in das Bordell zurückbringen wollen. Da das Anwesen neben einem unpassierbaren Graben liegt und von einem steilen Höhenzug umgeben ist, kann es nur über eine Engstelle erreicht werden. Deshalb präpariert Dan den Vorplatz des Farmhauses mit Sprengfallen aus Petroleum, Schießpulver, Glasscherben und Nägeln und versucht, der hervorragenden Gewehrschützin Jane das Schießen mit dem Revolver beizubringen.
Bishop lässt seine Männer die Gegend nach Hammonds Farm absuchen, und am nächsten Tag erreicht einer davon das Anwesen. Er erkennt Jane und wird daher von Dan vom Pferd geschossen. Dennoch weiß Bishop nun, wo er die Farm finden kann, und greift nachts überraschend mit seinen Leuten an. Hierbei wird Dan verwundet, kann jedoch die Sprengfallen zünden und einen Großteil der Bande töten. Er und Jane verschanzen sich im Haus. Im Kugelhagel schleppen sie Bill in den Vorratskeller, doch er stirbt kurz darauf an seinen Verletzungen. Dan schleicht sich nach draußen, trifft dort auf Vic Bishop und tötet ihn, wird unmittelbar darauf jedoch vom letzten der Bande, John Bishop, gestellt. Bevor der abdrücken kann, steht Jane mit gezücktem Revolver hinter ihm und zwingt ihn zur Aufgabe. Um sein Leben zu retten, verrät John, dass Mary damals nicht ertrunken ist, sondern lebt. Daraufhin schießt Jane ihm mehrmals in Arme und Beine, um Marys Aufenthaltsort zu erfahren, den er schließlich preisgibt, woraufhin sie ihn tötet.
Nachdem sie Bill begraben haben, finden Jane und Dan tatsächlich ihre tot geglaubte Tochter Mary wieder. Jane lässt sich beim Marshall das nicht unerhebliche Kopfgeld für die Bishop-Bande auszahlen und macht sich mit Dan und ihren beiden Töchtern in einem Planwagen auf in Richtung Westen, um am Pazifik ein neues Leben anzufangen.

## Hintergrund
Die Produktionskosten des Films betrugen ca. 25 Millionen US-Dollar. Weltweit spielte der Film 3 Mio. US-Dollar wieder ein (Stand: 4. Dezember 2021).
Das Drehbuch von Brian Duffield erschien in der „2011 Black List“, einer von Hollywood-Insidern vorgenommenen jährlichen Aufstellung der besten noch nicht produzierten Drehbücher.

## Kritiken
„Natalie Portman mag mit ihrem Western-Projekt ‚Jane Got A Gun‘ hohe künstlerische  Ambitionen verbunden haben, nach zahllosen Problemen vor und während der Dreharbeiten ist am Ende jedoch ein uninspirierter und überaus konventioneller Film entstanden.“

„[B]eim finalen Shoot-out geht es hart zur Sache [… D]ie Westernanteile sind durchaus gelungen, aber am Ende überwiegt leider ein ziemlich belangloser Familienzusammenführungskitsch.“